# Johann Nepomuk von Laicharting
Johann Nepomuk von Laicharting (Innsbruck, 4 februari 1754 - Innsbruck, 7 mei 1797) was een Oostenrijks entomoloog.
Von Laicharting geboren in Innsbruck in 1754 en was een professor in de Natuurwetenschappen op de Universiteit van Innsbruck. Hij beschreef een aantal nieuwe soorten en geslachten van voornamelijk kevers (Coleoptera), zoals:
- Clytus (een kevergeslacht uit de boktorren (Cerambycidae) familie)
- Clytra (een kevergeslacht uit de bladhaantjes (Chrysomelidae) familie)

en een aantal keversoorten uit de familie van de bladhaantjes (Chrysomelidae), zoals :
- Cryptocephalus frenatus
- Cassida canaliculata
- Coptocephala rubicunda
- Pachybrachis hieroglyphicus
- Timarcha metallica

## Werken
Verzeichniss und Beschreibung der Tyroler-Insecten. 1. Teil. Kaferartige Insecten, Zurich (met Johann Kaspar Füssli).
Er is slechts 1 deel verschenen ofschoon het waarschijnlijk de bedoeling is geweest van Laicharting om meerdere delen over de diverse insecten in Oostenrijk te schrijven.
- Author citation (botany): Laichard.
- Gemeinsame Normdatei: 104196033
- International Standard Name Identifier: 0000 0000 6158 1364
- Library of Congress Control Number: n92103358
- Nationale Bibliotheek van Tsjechië: mzk2009509905
- Nederlandse Thesaurus van Auteursnamen: 291277098
- Réseau des bibliothèques de Suisse occidentale: 02-A003489810
- Système universitaire de documentation: 236036777
- Museum of New Zealand Te Papa Tongarewa: 51348
- Virtual International Authority File: 20110380
- WorldCat: E39PBJyGWYrm9DJt7G4JGkpMfq